# Bert Bibber
Bert Bibber is een stripfiguur uit de stripreeks Piet Pienter en Bert Bibber, gemaakt door de Belgische tekenaar en scenarist Pom.
Bert is niet al te snugger. Het spreekwoord "Bezint eer ge begint" is aan hem niet besteed. Als man van de actie vliegt hij er direct in. Doordat hij regelmatig zijn mond voorbijpraat, brengt hij zichzelf en zijn vrienden dikwijls in problemen. Hij is opvliegender dan zijn vriend Piet. Hij is heimelijk verliefd op Susan en daardoor jaloers op zijn rivaal Theo Flitser. Hoewel zijn grote liefde Susan is, wordt hij ook aangetrokken tot sommige andere jongedames in de strips, bijvoorbeeld Petronella in De tijdmachine. Bert draagt meestal een paarse debardeur op een witte hemd met korte mouwen, een lange broek, zwarte schoenen of laarzen. Als het verhaal in de zomer afspeelt, doet hij een korte broek aan. Zijn haar is plat gekamd en heeft een bruine kleur.
Hoewel Bert niet rookt, drinkt hij weleens iets te veel zoals in Avontuur in San Doremi en Straalgoud. Ook neemt hij voor een confrontatie met de misdadigers krachtpillen (doping), die werden geïntroduceerd in De Kumulusformule om in een mum van tijd enorm sterk te worden, maar daarna duizeligheid veroorzaken. Bert nam er 20 per keer. In Herrie om Carolus Magnus pakte hij per ongeluk slaappillen i.p.v. krachtpillen. Hij werd zelfs na een spuit van Professor Kumulus niet wakker doordat zijn lichaam door zoveel krachtpillen er resistent voor is geworden.
In Het vredeswapen is hij soldaat met de rang korporaal, op het einde van het verhaal wordt hij tot sergeant bevorderd. In Het gestolen vredeswapen is hij weer burger en handelsreiziger in koffie. Later is hij nog privédetective in In het spoor van Sherlock Holmes, handelsreiziger in fopartikelen in De Inca-schat der Cordillera, en weer handelsreiziger in koffie in Het raadsel van de Schimmenburcht.